# 버러녀

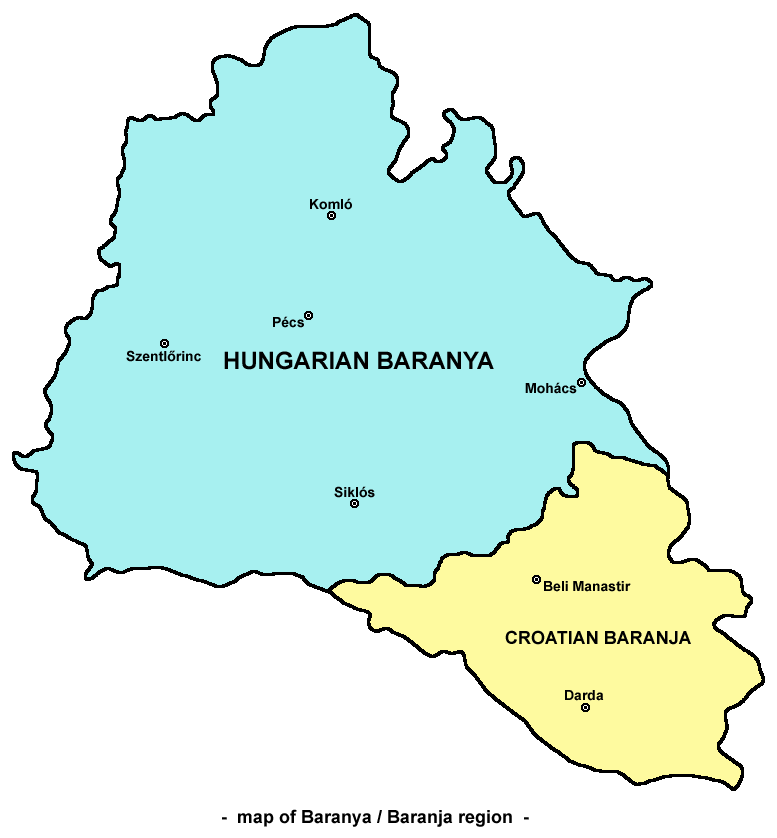
버러녀 지도

버러녀(헝가리어: Baranya) 또는 바라냐(크로아티아어: Baranja, 세르비아어: Барања, Baranja, 독일어: Branau)는 도나우강과 드라바강 사이에 위치한 지역으로 헝가리와 크로아티아 사이에 걸쳐 있다. 헝가리령 버러녀는 버러녀주에 속하며 크로아티아령 버러녀는 오시예크바라냐주에 속한다.
지역 이름은 슬라브어파에 속하는 언어로 "늪" 또는 "습지"를 뜻하는 단어인 '바라'(bara)에서 유래된 이름인데 이는 습지가 많이 분포하고 있는 지역인 데서 유래된 이름이다. 또 다른 설에서는 헝가리어로 "양"(羊)을 뜻하는 단어인 '바라니(bárány)'에서 유래되었다는 설이 있다.

## 같이 보기
- 버러녀주
- 오시예크바라냐주